# ریکاردو (کالیفرنیا)
ریکاردو (به انگلیسی: Ricardo) یک منطقهٔ مسکونی در ایالات متحده آمریکا است که در شهرستان کرن، کالیفرنیا واقع شده‌است. ریکاردو ۷۸۵ متر بالاتر از سطح دریا واقع شده‌است.